# Robert D. Bishop Jr.

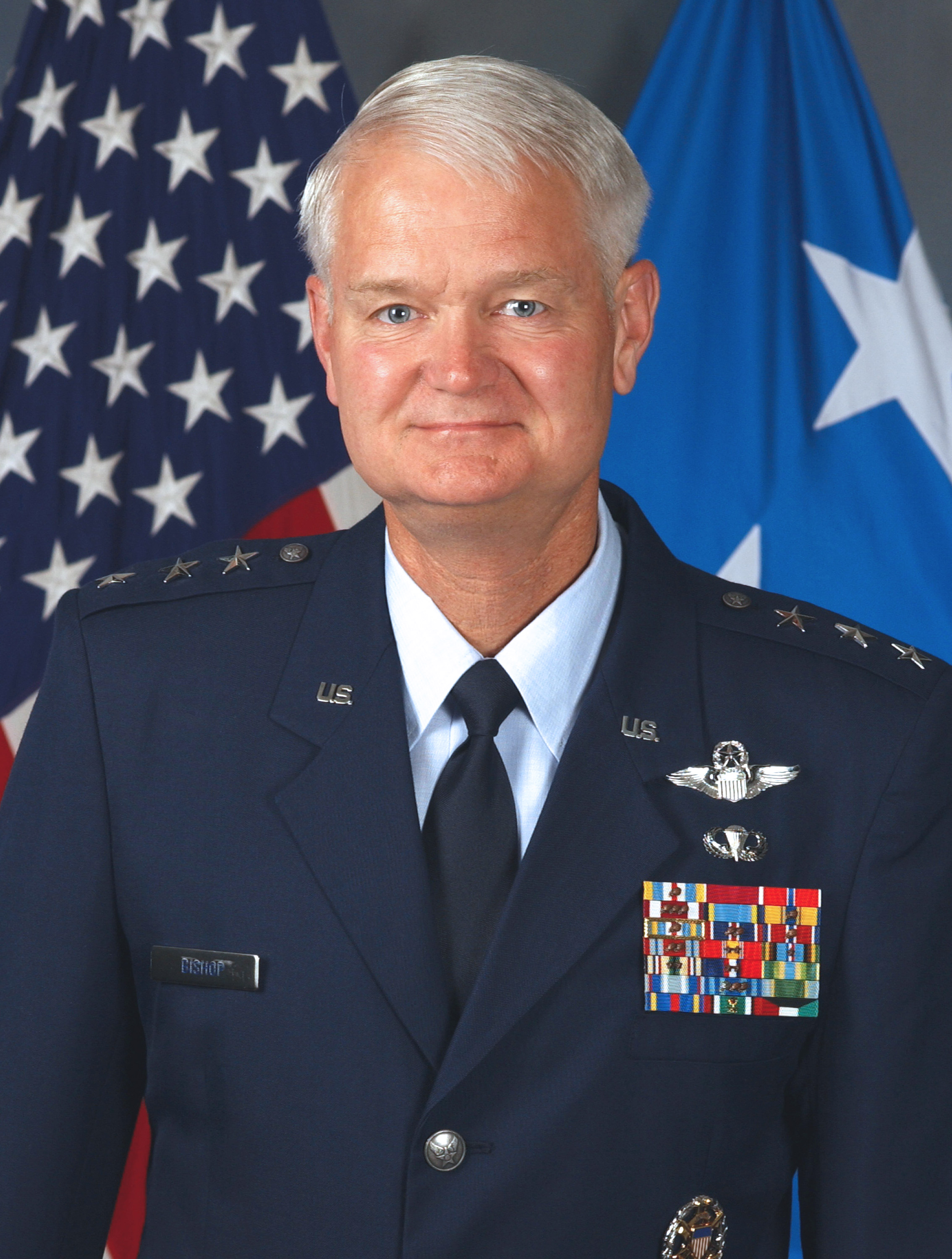
Robert D. Bishop (2020)

Robert D. Bishop (* um 1952) ist ein pensionierter Generalleutnant der United States Air Force. Er war unter anderem Kommandeur der 3. Luftflotte und kommissarischer Kommandeur der United States Air Forces in Europe.
Im Jahr 1974 absolvierte er die United States Air Force Academy in Colorado Springs. Nach seiner Graduation wurde er als Leutnant in das Offizierskorps der Air Force aufgenommen. In der Folge durchlief er alle Offiziersgrade vom Leutnant bis zum Drei-Sterne-General.
Im Lauf seiner militärischen Karriere absolvierte Robert Bishop verschiedene Kurse und Schulungen. Dazu gehörten unter anderem eine Ausbildung zum Kampfpiloten und weitere Fortbildungskurse als Pilot von neuen Flugzeugtypen, die Squadron Officer School auf der Maxwell Air Force Base in Alabama, das Naval Command and Staff College in Newport in Rhode Island, das National War College in Fort Lesley J. McNair in Washington, D.C. und das Seminar XXI, Foreign Political and International Relations am Massachusetts Institute of Technology (MIT). Außerdem erhielt er einen akademischen Grad von der University of Southern California.
In den Jahren vor dem Erreichen der Generalsränge war Robert Bishop auf verschiedenen Luftwaffenstützpunkten in den Vereinigten Staaten stationiert. Er war als Kampfpilot und Stabsoffizier bei unterschiedlichen Einheiten tätig. Seine oben angeführten Kurse und Schulungen fielen ebenfalls in diese Jahre. Bishop war auch im Zweiten Golfkrieg, bei der Operation Restore Hope in Somalia, in Bosnien und bei einigen humanitären Operationen eingesetzt. Zwischen Juni 1998 und März 2000 kommandierte er auf der Charleston Air Force Base in South Carolina das 437. Geschwader (437th Airlift Wing). In diese Zeit fiel am 1. Oktober 1999 seine Beförderung zum Brigadegeneral.
Zwischen März 2000 und Juli 2001 war Bishop Abteilungsleiter (Deputy Director of Operations and Training) in der Stabsabteilung für Operationen im Hauptquartier der Luftwaffe in Washington, D.C. Daran schloss sich eine Versetzung nach Miami in Florida an, wo er zwischen Juli 2001 und Juli 2004 in unterschiedlichen Funktionen dem Stab des United States Southern Commands angehörte. Danach kehrte er zum Stab des Hauptquartiers der Luftwaffe zurück. Dort leitete er bis zum Juni 2005 die Stabsabteilung für Luft und Weltraumoperationen (Deputy Chief of Staff for Air and Space Operations).
Es folgte eine Versetzung auf die Ramstein Air Base in Deutschland, wo Bishop zwischen Juli 2005 und Dezember 2006 stellvertretender Kommandeur der United States Air Forces in Europe war. Am 19. Dezember 2006 erhielt er das Kommando über die ebenfalls auf der Ramstein Air Base stationierten 3. Luftflotte, die den United States Air Forces in Europe unterstellt war. Dieses Kommando hatte er bis zum 22. Juli 2008 inne als Philip M. Breedlove seine Nachfolge antrat. Während seiner Zeit als Kommandeur der 3. Luftflotte war er zwischen dem 10. Dezember 2007 und dem 9. Januar 2008 kommissarischer Kommandeur der United States Air Forces in Europe. Dabei überbrückte er die Zeit zwischen dem vorhergehenden Kommandeur William T. Hobbins und dem Amtsantritt von dessen Nachfolger Roger A. Brady. Im Jahr 2008 schied Robert Bishop aus dem aktiven Militärdienst aus. Während seiner Zeit als aktiver Kampfpilot brachte er es auf eine Einsatzzeit von über 5400 Flugstunden.

## Daten der Beförderungen
| Abzeichen | Rang               | Jahr            |
| --------- | ------------------ | --------------- |
|           | Second Lieutenant  | 5. Jun 1974     |
|           | First Lieutenant   | 5. Juni 1976    |
|           | Captain            | 5. Juni 1978    |
|           | Major              | 1. Oktober 1985 |
|           | Lieutenant Colonel | 1. April 1990   |
|           | Colonel            | 1. Januar 1995  |
|           | Brigadier General  | 1. Oktober 1999 |
|           | Major General      | 1. Mai 2003     |
|           | Lieutenant General | 6. Juli 2005    |

## Orden und Auszeichnungen
Robert Bishop erhielt im Lauf seiner militärischen Laufbahn unter anderem folgende Auszeichnungen:
- Defense Superior Service Medal
- Legion of Merit
- Bronze Star Medal
- Meritorious Service Medal
- Aerial Achievement Medal
- Air Force Commendation Medal
- Combat Readiness Medal
- Armed Forces Expeditionary Medal
- Kuwait Liberation Medal (Saudi-Arabien)
- Kuwait Liberation Medal (Kuwait)